# Viação Penha Rio
Viação Penha Rio foi uma empresa brasileira de transporte coletivo urbano da cidade do Rio de Janeiro, sendo uma concessionária municipal filiada ao Rio Ônibus.
A empresa foi fundada após a cisão realizada na Transportes Campo Grande em 1998.
Possuiu uma frota de 62 veículos, com sede no bairro de Bonsucesso, atuando na ligação entre os bairros da Grande Tijuca ao subúrbio da Zona Norte.
Após a padronização imposta pelo poder público municipal em 2010, deixou suas cores originais e adotou a pintura do Consórcio Internorte, retornou com um reboot de sua pintura original em 2018 com o fim da padronização municipal.
Em novembro de 2024, encerrou as atividades após 26 anos de operação. O encerramento foi bem triste, visto que a frota estava em péssimo estado de conservação, e os funcionários estavam trabalhando em condições precárias. Porém, após tal encerramento, as linhas da empresa passaram a ser de outras empresas com frotas e serviços incomparavelmente melhores. 